# Belagachhia
Belagachhia (o Belgachhia) è una suddivisione dell'India, classificata come census town, di 4.610 abitanti, situata nel distretto di Cuttack, nello stato federato dell'Orissa. In base al numero di abitanti la città rientra nella classe VI (meno di 5.000 persone).

## Geografia fisica
La città è situata a 20° 26' 09 N e 85° 51' 13 E.

## Società

### Evoluzione demografica
Al censimento del 2001 la popolazione di Belagachhia assommava a 4.610 persone, delle quali 2.366 maschi e 2.244 femmine. I bambini di età inferiore o uguale ai sei anni assommavano a 527, dei quali 271 maschi e 256 femmine. Infine, coloro che erano in grado di saper almeno leggere e scrivere erano 3.415, dei quali 1.910 maschi e 1.505 femmine.